# 恩圭尼亞

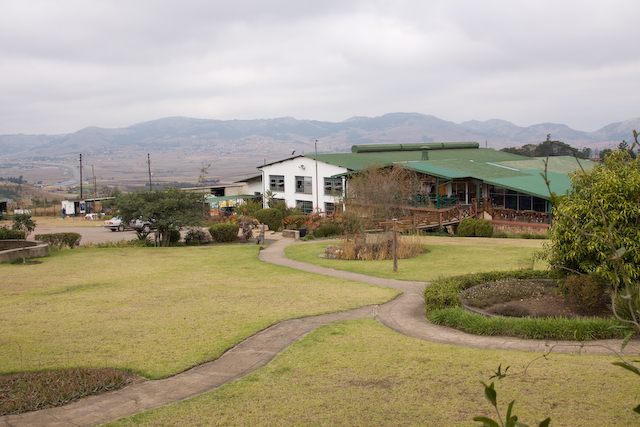

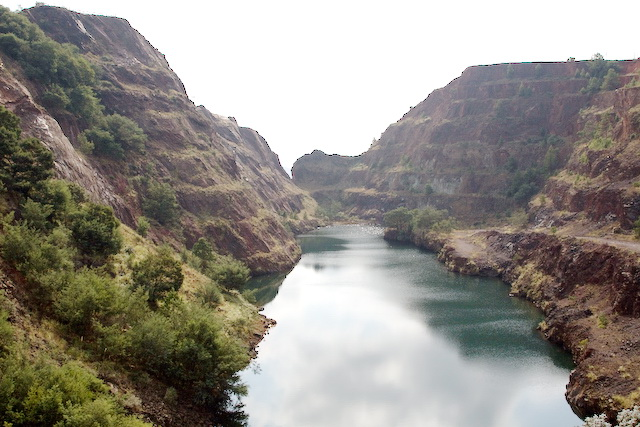

恩圭尼亞是非洲南部國家斯威士蘭的城鎮，由霍霍負責管轄，毗鄰與南非接壤的邊境，該鎮以玻璃工藝品聞名，鎮上有玻璃廠，1997年人口842。
26°13′S 31°1′E / 26.217°S 31.017°E